# Brycon orbignyanus
El pirá pytá o salmón de río (Brycon orbignyanus) es una especie de pez de la familia Characidae. 
Es endémico de la Cuenca del Plata (zonas de Argentina, Brasil, Paraguay y Uruguay).

## Nombres comunes
Conocido como "piracanjuba" en Brasil, que se deriva del tupí-guaraní, en referencia a la distintiva cabeza amarilla del pez ( "pira" = pez; "acanga" = cabeza; "yuba" = amarillo). En Paraguay y en las zonas del noreste argentino de habla guaraní es conocido como pira pytá (del guaraní "pira pytã", que significa pez rojo). En los demás países y regiones de habla hispana se lo denomina comúnmente como salmón criollo o salmón de río.

## Descripción
Especie migratoria; la hembra es mayor: alcanza hasta 8 dm (SL, y alrededor de 8-10 kg de peso máximo, mientras el macho es de menor talla: 6 dm de largo y 3,5 kg de peso. Hermosa silueta, recordando a una gran mojarra por sus aletas de color anaranjado intenso ( casi rojas). El cuerpo, escamoso, oblongo, es plateado y el lomo oscuro; presenta una mancha en la base del pedúnculo caudal. Su abertura branquial es desproporcionada para el tamaño de su pequeña cabeza. Desova entre diciembre a enero. Se alimenta de frutos, restos orgánicos, semillas, y otros vegetales.

## Fuente
- World Conservation Monitoring Centre 1996.  Brycon acuminatus.   2006 IUCN Lista Roja de Especies Amenazadas; bajado 4 de agosto de 2007
- Imágenes y pesca deportiva

- Datos: Q724912
- Multimedia: Brycon orbignyanus / Q724912
- Especies: Brycon orbignyanus